# Air Transat
Air Transat – kanadyjskie linie lotnicze z siedzibą w Montrealu. Zostały założone w 1986, inauguracyjny lot odbył się 14 listopada 1987 z Montrealu do Acapulco.
Air Transat operuje na rynku przewozów czarterowych oraz rejsowych do 90 lotnisk w 25 krajach. Przewozi około 2,5 miliona osób rocznie i jest jednym z największych przewoźników kanadyjskich. Zimą odbywa najwięcej lotów na Karaiby, do USA, Meksyku i Ameryki Południowej, latem – głównie na liniach wewnątrzkanadyjskich oraz do Europy. Specjalizuje się w przewozach wakacyjnych.
Agencja ratingowa Skytrax przyznała liniom cztery gwiazdki.

## Wypadki
- 24 sierpnia 2001, skutkiem dokonanego wcześniej montażu podczas rutynowego przeglądu nieprawidłowej części zamiennej doszło do przetarcia przewodu paliwowego i samolot Airbus A330-243 lecący z Toronto do Lizbony[2] zaczął – po czterech godzinach od startu – tracić paliwo. Załoga, postępując formalnie zgodnie z procedurami, nie od razu rozpoznała jednak wskazania komputera pokładowego jako rezultat wycieku paliwa i nie zamknęła zaworów, tylko starała się wyrównać poziom paliwa przez przepompowywanie go pomiędzy zbiornikami, co tylko przyspieszało wyciek. Trwało to około godziny. Kiedy załoga zorientowała się w tym, że problem polega na wycieku samolot znajdował się nad Atlantykiem i nie wchodziła w rachubę możliwość wylądowania na którymkolwiek lotnisku w Europie ani w Ameryce. Pilot podjął decyzję o skierowaniu maszyny na jedyne znajdujące się w osiągalnej odległości lotnisko w bazie wojskowej USA w Lajes das Flores na portugalskiej wyspie Flores (Azory). Wkrótce doszło do całkowitego opróżnienia zbiorników i zatrzymania silników[3]. Z braku paliwa samolot musiał pokonać resztę pozostałego do Azorów dystansu – około 120 km – lotem ślizgowym, który trwał 18 minut[4]. Awaryjne lądowanie zakończyło się sukcesem, nikt z pasażerów ani członków załogi nie został poważnie poszkodowany[5], choć wobec braku zdolności manewrowych samolotu przyziemienie nastąpiło przy prędkości około 200 węzłów (optymalna w takich warunkach wynieść powinna 170) i spośród dwunastu opon w podwoziu samolotu rozerwaniu uległo osiem. Po wypadku zmienione zostały wskaźniki rozpoznające problemy z poziomem paliwa w zbiornikach i procedury postępowania w takich wypadkach a także procedury obsługi naziemnej tak, aby nie dopuścić do montażu nieprawidłowych części. Sytuacja ta jest przedmiotem jednego z odcinków programu Katastrofy w przestworzach.
- 6 marca 2005 wkrótce po starcie samolotu Airbus A330-300 z Kuby do Quebec[6] załoga stwierdziła awarię steru. Pilot postanowił zawrócić samolot i wylądował w Varadero na Kubie. Przyczyny awarii są wciąż badane, nie ogłoszono ostatecznego raportu komisji dochodzeniowej.Air Transat Airbus A330-300 na lotnisku w Manchesterze

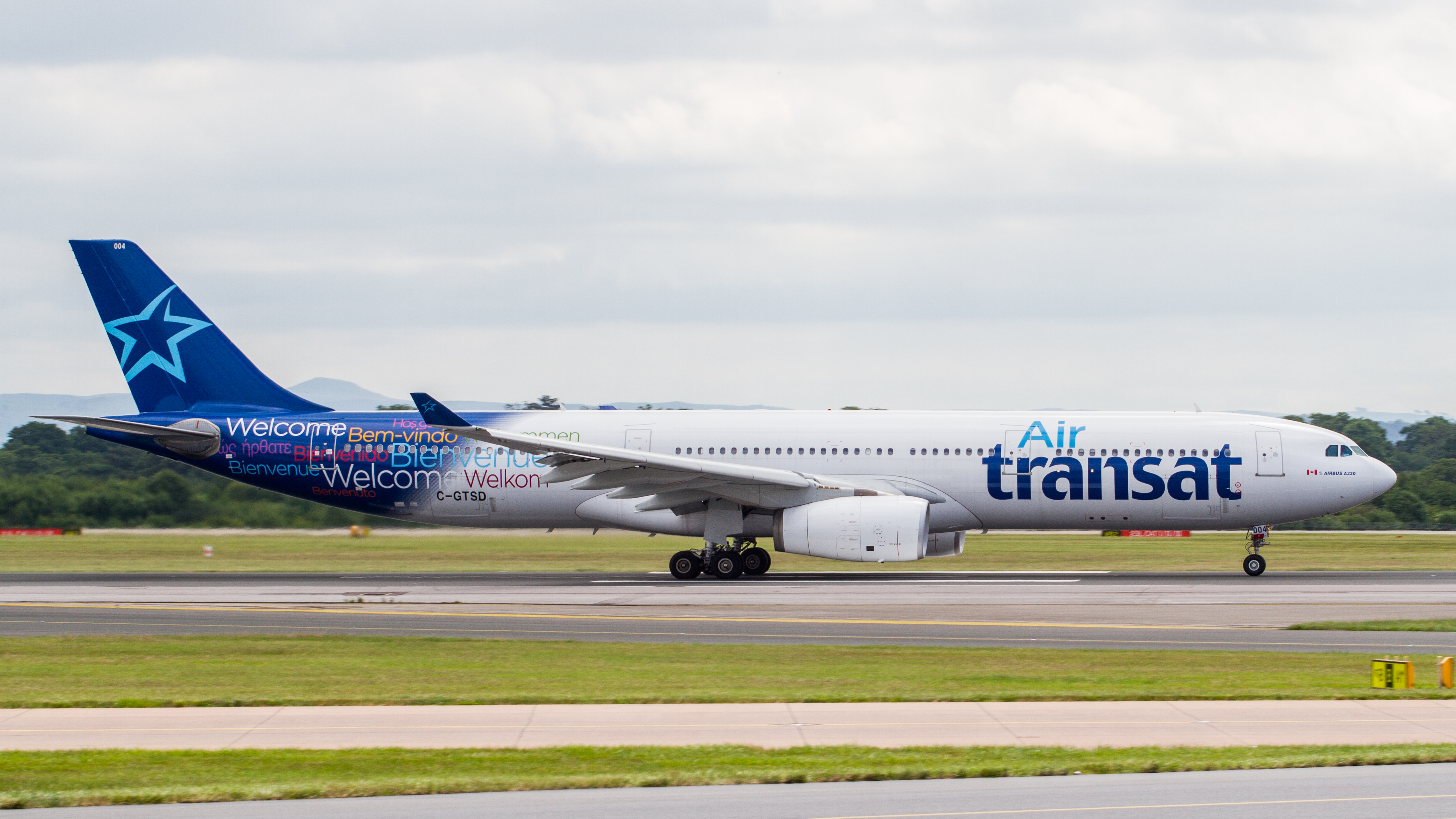
Air Transat Airbus A330-300 na lotnisku w Manchesterze

## Flota
Według stanu na marzec 2025 flota Air Transat składa się z 44 samolotów o średnim wieku 11,4 lat:
| Samolot         | Samolot | Samolot   | Liczba miejsc | Liczba miejsc | Liczba miejsc | Uwagi |
| Model           | Aktywne | Zamówione | B             | E             | Łącznie       | Uwagi |
| --------------- | ------- | --------- | ------------- | ------------- | ------------- | ----- |
| Airbus A320-200 | 1       | -         | -             | 180           | 180           |       |
| Airbus A321-200 | 8       | -         |               | 198           | 198           |       |
| Airbus A321-200 | 8       | -         |               | 220           | 220           |       |
| Airbus A321neo  | 19      | -         | 12            | 187           | 199           |       |
| Airbus A330-200 | 14      | -         | 12            | 320           | 332           |       |
| Airbus A330-200 | 14      | -         | 12            | 333           | 345           |       |
| Airbus A330-300 | 2       | -         | 12            | 334           | 346           |       |
| Łącznie         | 44      | 0         |               |               |               |       |

Ostatnie Airbusy A310 stanowiące wcześniej trzon floty opuściły ją w 2020.
Część Airbusów A330 zostało zakupionych od upadłego w 2019 przewoźnika Thomas Cook Airlines.